# Enrique Fort y Guyenet

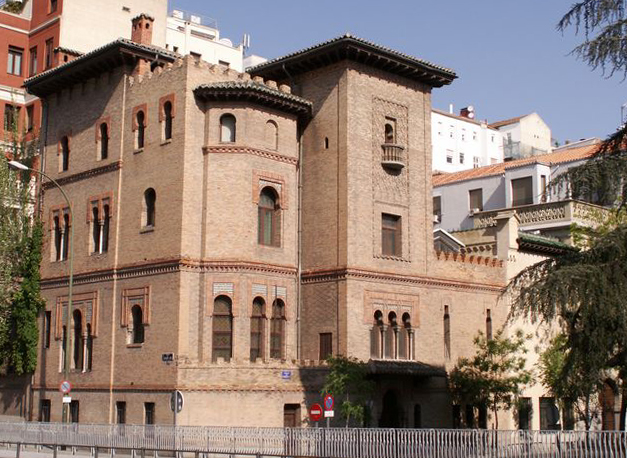
Instituto Valencia de Don Juan

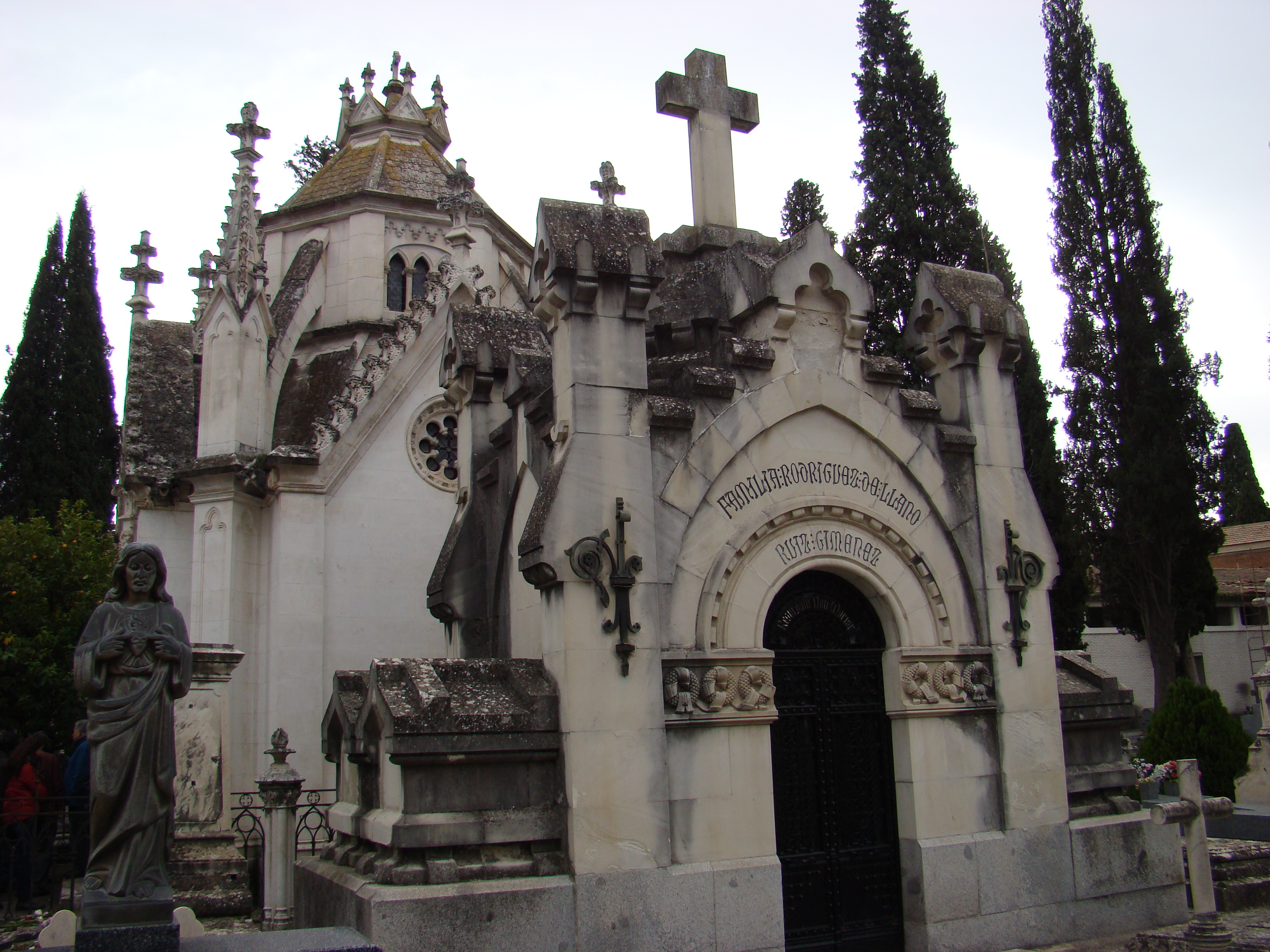
Panteón familia Rodríguez de Llano-Ruiz Giménez (cementerio de San Justo)

Enrique Fort y Guyenet (1853-Madrid, 1908) fue un arquitecto español.

## Biografía
Estudió arquitectura en Escuela Superior de Arquitectura de Madrid en 1874, donde obtuvo el título en junio de 1874. Colaboró con algunos de sus compañeros de carrera. Fue titular de la cátedra de Tecnología y Arquitectura legal desde 1885 en la misma escuela de su formación. A partir de 1885 se independizó  creando su estilo propio que fue depurando en edificios de viviendas madrileñas.
Seguidor de corrientes eclécticas se dedicó a explorar diversos estilos historicistas, entre ellos el Neomudéjar (neomudéjar tecnológico). Entre sus obras más destacadas se encuentra el Hotel Guillermo de Osma (nombre del político y arqueólogo, senador vitalicio y presidente del Consejo del Estado), en la actualidad Instituto Valencia de Don Juan, de 1886, de estilo neomudéjar con azulejos de Daniel Zuloaga en el exterior. Este edificio fue protegido desde el año 1981, declarado Bien de Interés Cultural.  Otro de sus edificios notables fue la sede del Ateneo de Madrid, de la que fue coautor junto a Luis de Landecho. 
Entre 1903 y 1906 proyecta la sede principal del Instituto Católico de Artes e Industrias (I.C.A.I.) en la c/Alberto Aguilera de Madrid, que se inaugura en octubre de 1908. Ese mismo año, en diciembre, Enrique Fort fallecería en Madrid. 